# Merülés a félelembe
A Merülés a félelembe (eredeti cím: Below) 2002-ben bemutatott amerikai természetfeletti horror-filmthriller, melyet David Twohy rendezett. A főbb szerepekben Bruce Greenwood, Olivia Williams, Matthew Davis, Holt McCallany, Scott Foley és Zach Galifianakis látható.
A történet a második világháború idején, 1943-ban játszódik egy tengeralattjárón, ahol a fedélzeten tartózkodók paranormális jelenségeket tapasztalnak.

## Cselekmény
Az amerikai Tiger Shark tengeralattjáró (nevének jelentése: tigriscápa) 1943-ban az Atlanti-óceánon teljesít szolgálatot. Parancsot kapnak, hogy vegyenek fel túlélőket, akiket egy járőröző brit Catalina repülőgép azonosított.
Három túlélőt vesznek fel, egy ápolónőt és két tengerészt, akik közül az egyiknek komoly sérülése van. Claire Page, az ápolónő elmondja, hogy kórházhajójukat torpedótalálat érte, a sebesült a hajóról származik.
Nem sokkal később egy német hadihajót vesznek észre, ami elől merüléssel próbálnak menekülni. A hadihajó merülő bombákat szór rájuk, amik felrobbannak és a tengeralattjáró sérüléseket szenved. Később még találkoznak ezzel a hajóval, akkor a hajó horgonya okoz sérülést a tengeralattjárónak.
A merülés elején minden gépet leállítanak, és minden zajkeltő eszközt kikapcsolnak, hogy ne fedezzék fel őket, azonban hirtelen megszólal a lemezjátszó és Benny Goodman egyik slágerét harsogja. A parancsnok, Brice hadnagy (Bruce Greenwood) azonnal kikapcsolja a lemezjátszót, és felfedezi, hogy a közvetlen közelben van a sebesült kabinja, akiről kiderül, hogy német. Kihallgatásakor a sebesült egy szikéhez nyúl, mire a parancsnok lelövi és a tengerbe dobását rendeli el.
Közben kiderül, hogy a tengeralattjáró korábbi parancsnoka, Winters néhány napja a vízbe esett és megfulladt, amikor megtorpedóztak egy német hadihajót. A tisztek korábban a felső fedélzetre mentek és Winters néhány roncsot szuvenírképpen ki akart halászni a tengerből.
Az ápolónő síron túli hangokat hall, amik őt hívják, és sikoltozva fedezi fel, hogy a német halott katona az ágya alatt van. Kiderül, hogy az eset két katona csínytevése, akik a szellőzőn keresztül beszéltek hozzá.
Azonban mechanikai problémák is fellépnek: túl magas a hidrogénszint (eléri a veszélyesnek számító 15%-ot), és a kormány külső sérülés miatt beragad, majd eltörik, ezért a hajó irányítatlanul visszafordul keleti irányba.
A hajó sérüléseit csak kívülről lehet megjavítani, ezért négy „önkéntes” búvárruhában szemrevételezi a helyszínt. Egyikük, Coors baleset következtében meghal.
Az ápolónő és a felvett tengerész (aki navigátor) furcsának találják a parancsnok viselkedését és titokban saját elsüllyedésük körülményeit kutatják. Kiderül, hogy ugyanabban az időben, amikor az ő kórházhajójukat találat érte, ugyanakkor a Tiger Shark torpedót lőtt ki egy német hadihajóra.
Odell, egy fiatal zászlós is gyanakszik, hogy a támadás téves volt.
Az ápolónő rájön a parancsnok kabinjában talált műszaki rajzok alapján, hogy az ő hajójuk és a naplóba beírt típusú feltételezett német hadihajó körvonalai igen hasonlóak, ezért könnyű összetéveszteni őket. Ez felveti azt a lehetőséget, hogy az ő kórházhajójukat lőtte le a Tiger Shark és nem egy német hadihajót.
Mint kiderül, három tiszt, Brice, Loomis és Coors felelősek Winters kapitány haláláért. Ugyanis amikor felmentek közösen a fedélzetre és hallották az angol nyelvű segélykiáltásokat, Winters meg akarta menteni a sebesülteket, azonban ez azt jelentette volna a három másik tiszt számára, hogy karrierjük véget ér, ha ilyen szörnyű tévedést követtek el. Ezért fejbe vágták Winterst, aki a vízbe esett és megfulladt.
A hajó legénység által lakott elzárt részén robbanás történik a túl magas hidrogénkoncentráció miatt (ami az akkumulátorokból szivárog ki). A balesetet senki sem éli túl. A felderítő akció során Loomisnak látomásai vannak a felhalmozódott szén-dioxid miatt, és a halott Winterst látja, emiatt fejvesztett menekülésbe kezd, búvárfelszerelés nélkül elhagyja a hajót, hogy a felszínre ússzon, de útközben fennakad a hajó berendezéseiben és megfullad.
Ez után már csak öten vannak életben a hajón: Brice, Odell, Claire, Stumbo, és a kissé lökött tengerész, Weird Wally.
Mivel a fulladás elkerülésére a felszínre kell emelkedniük, Claire felmegy a fedélzetre és megpróbál fényjeleket adni egy felbukkanó hajónak, Brice azonban ezt megakadályozza és a lámpa a vízbe esik. Brice fenyegetően lép fel a lánnyal szemben, talán le is lövi, de Odell hamarabb lő, és Brice a tengerbe zuhan.
A négy túlélőt végül felveszi a brit hajó. Claire és Odell együtt nézik, amint a tengeralattjáró egy pillanatra a felszínre bukkan, hogy aztán örökre elsüllyedjen. Látható, amint az általa elsüllyesztett kórházhajó roncsa mellett ér földet a tenger fenekén.

## Szereplők
| Színész              | Szerep                | Magyar hang       |
| -------------------- | --------------------- | ----------------- |
| Matthew Davis        | Douglas Odell zászlós | Juhász Zoltán     |
| Bruce Greenwood      | Brice hadnagy         | Koncz István      |
| Olivia Williams      | Claire Paige ápolónő  | Román Judit       |
| Holt McCallany       | Paul Loomis hadnagy   | Rosta Sándor      |
| Scott Foley          | Steven Coors hadnagy  | Juhász György     |
| Zach Galifianakis    | Fura Wally            | Szalai Imre       |
| Jason Flemyng        | Stumbo                | Bácskai János     |
| Dexter Fletcher      | Kingsley              | Mikula Sándor     |
| Nick Chinlund        | főnök                 | Végh Ferenc       |
| Andrew Howard        | Hoag                  | Karácsonyi Zoltán |
| Christopher Fairbank | Pappy                 | Kapácsy Miklós    |

## A film készítése
A filmet a Michigan tavon forgatták, a külső felvételekhez a második világháborús, amerikai, Gato-osztályú Silversides (SS-236) tengeralattjárót használták. A további felvételek a Pinewood Studios-ban készültek.

## Érdekesség
Matthew Leitch és Dexter Fletcher együtt játszottak az HBO Az elit alakulat minisorozatában, amiben szintén egy Winters nevű parancsnok alá tartoztak.

## Fogadtatás
A filmet a Rotten Tomatoes kritikusai 64%-ra értékelték.
A Metacritic 55%-os értékelést adott, ami közepesnek felel meg.
Az írott sajtó is vegyes képet mutat.
Az Entertainment Weekly szerint a film a B+ kategóriába tartozik, de „jól megcsinált, borzongató tengeralattjárós thriller.”
Edward Guthmann a San Francisco Chronicle-től negatív kritikát adott a filmre, különösen a párbeszédeket illetően, amik szerinte anakronisztikusan hatnak egy második világháborús filmben.
A Variety magazin vegyes értékelést adott.

## DVD-megjelenés
A film DVD-kiadása 2008. november 11-én jelent meg.

## Fordítás
Ez a szócikk részben vagy egészben  a   Below (film) című angol Wikipédia-szócikk fordításán alapul.  Az eredeti cikk szerkesztőit annak laptörténete sorolja fel. Ez a jelzés csupán a megfogalmazás eredetét és a szerzői jogokat jelzi, nem szolgál a cikkben szereplő információk forrásmegjelöléseként.